# 음량

가로축은 진동수(Hz)를 나타낸다.

음량(音量, loudness)은 음향학에서 음압에 대한 주관적인 인식이다. 보다 공식적으로는 "소리가 조용한 것에서 큰 것까지 확장되는 규모로 정렬될 수 있다는 관점에서 청각 감각의 속성"으로 정의된다. 소리의 물리적 속성과 인지된 음량의 관계는 물리적, 생리적, 심리적 요소로 구성된다. 겉보기 음량에 대한 연구는 음향심리학 주제에 포함되며 정신물리학 방법을 사용한다.
다양한 산업 분야에서는 음량의 의미와 측정 기준이 다를 수 있다. ITU-R BS.1770과 같은 일부 정의는 방송 및 영화와 같이 전자적으로 재생되는 사운드의 다양한 세그먼트의 상대적 크기를 나타낸다. ISO 532A(스티븐스 음량, 손 단위로 측정), ISO 532B(즈위커 음량), DIN 45631 및 ASA/ANSI S3.4와 같은 기타 표준은 보다 일반적인 범위를 가지며 환경 소음의 음량을 특성화하는 데 자주 사용된다. 노드테스트 ACOU112 및 ISO/AWI 532-3(진행 중)과 같은 최신 표준은 시작 속도, 시간 변화, 스펙트럼 마스킹과 같은 음량의 다른 구성 요소를 고려한다.
주관적인 척도인 음량은 음압, 음압 수준(데시벨 단위), 음의 강도 또는 음력과 같은 음의 강도를 물리적으로 측정하는 것과 혼동되는 경우가 많다. A-가중치 및 LKFS와 같은 가중치 필터는 일반적인 사람이 인지하는 음량에 해당하도록 측정값을 보상하려고 시도한다.

## 같이 보기
- 셈여림표
- 우주 거리 사다리